# 世界はメロディー
「世界はメロディー」（せかいはメロディー）は、1999年10月～11月に、NHKの音楽番組『みんなのうた』で放送された曲。
作詞：森雪之丞、作曲：国府弘子、編曲：国府弘子・大坪稔明、歌：室井滋。